# Grossmann Ignác
Grossmann Ignác (Göncruszka, 1823. február 16. – Pest, 1866. május 21.) magyar fizikus, mérnök, feltaláló; a higanyos légszivattyú egyik feltalálója.

## Életpályája
Édesapja rabbinak nevelte, ezért héber teológiát tanult. 1843-ban Szarvason fejezte be a gimnáziumot. A prágai egyetemen tanult matematikát és pedagógiát. Oklevelének megszerzése után 1847–1851 között Győrszigeten oktatott. 1852–1854 között a József Ipartanoda hallgatója volt. 1854-ben a pesti izraelita hitközség leányiskolájának vezető tanára lett. 1857-től a pesti kereskedelmi akadémia tanára lett. 1862-től telegráfmérnök lett a pest–losonc–zólyomi vasúttársaságnál.

### Munkássága
Az általa szerkesztett, később a műegyetemnek átengedett, még jelenleg is ott látható készüléket Stoczek József a Királyi Magyar Természettudományi Társulat 1859. június 4-én tartott ülésén bemutatta. G. Geisslert és Sprengelt megelőzte, csakhogy elsőségi jogát ezekkel szemben soha sem védte meg és találmányát a külföldi tudományos közlönyökben közzé sem tette. 1854-ben egy új szerkezetű gazometert talált fel. 1864-ben a pesti áru- és értéktőzsde megbizásából táblázatokat készített, melyekből a gabonanemek mázsánkinti árát bizonyos gabonamennyiség súlyából azonnal megmondhatjuk. 1865-ben szabadalmat nyert a telegráfvonalak berendezésére vonatkozó javításra, melyet halála miatt nem hasznosíthatott.

## Művei
- Führer in der geometr. Analyse d. Krystallographie (Lipcse, 1857)
- Az elemi betűszámtan alap vonalai (Pest, 1857)